# 松野町
松野町（まつのちょう）は、愛媛県の南予地方に位置する町。北宇和郡に属する。
1955年（昭和30年）の合併時に松丸町の「松」と吉野生村の「野」をとって「松野町」として発足した（昭和の大合併）。一方、平成の大合併で松野町は他市町村との合併に加わらなかったことから、「愛媛県内でもっとも小さな自治体」（県内最少人口の自治体）となった。
四万十川の支流の一つである広見川の中流域に位置し、森林が全面積の84%を占めている。「森の国」というキャッチフレーズで、交流人口の増加、都市と農村との交流促進を図る行政施策を続けており、一定の成功を収めている。

## 地理
鬼ヶ城山をはさんで宇和島市の真東に位置する。ただし、直接宇和島市街に行くことはできず、隣町の鬼北町を通る必要がある。
地域的には、昭和の合併前の旧町村である、吉野地域と松丸地域とに二分される。役場は松丸地域にあり、役場前には街道に沿って商店街が形成されているほか、商店街のはずれ近くにJRの駅がある。
- 河川: 広見川、目黒川
清流四万十川の支流の一つであり、清流として知られ、川ガニ、天然うなぎの宝庫として知られる。

### 隣接している自治体
- 愛媛県
  - 宇和島市、北宇和郡鬼北町
- 高知県
  - 四万十市、高岡郡四万十町

### 町名の由来
昭和の合併の時、旧町村である北宇和郡松丸町（まつまる - ）と吉野生村（よしのぶ - ）のそれぞれ一字を取って「松野町」となった。
新町名をめぐっては、吉野生側が「吉野町」を主張し、松丸側がこれに反発。結局、財政面や議員定数で松丸側が吉野生側に配慮し、旧町村のいずれにも偏しないことで一致。候補として、松野、大森、鮎川、美山を選び、この中から松野とした。

## 歴史

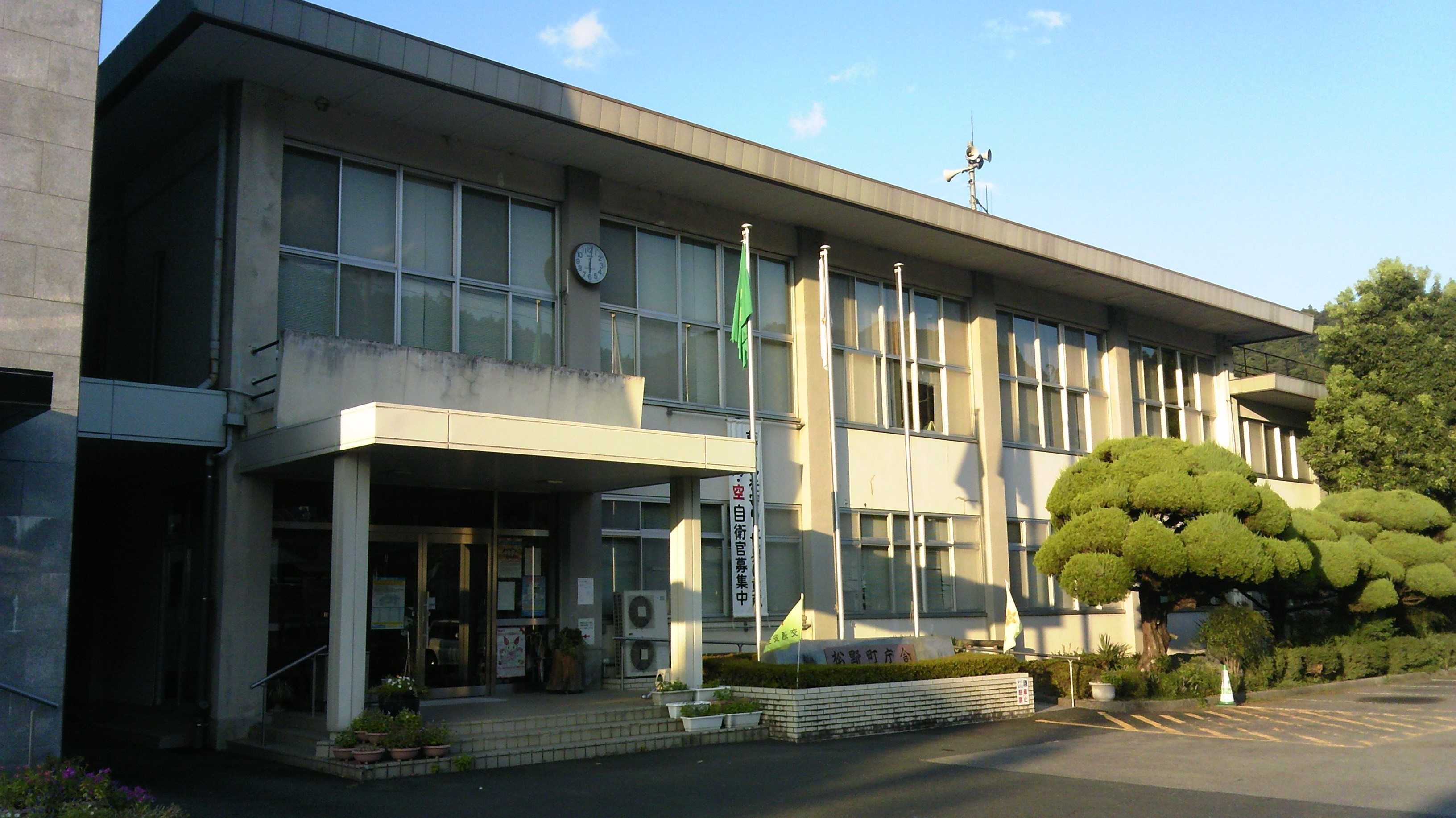
旧松野町役場

- 1955年（昭和30年）3月31日 - 松丸町、吉野生村が合併して誕生。

当初、高知県境に接し、一番奥地である吉野生村は鬼北（きほく）地域全域の大合併を、街道町であり歴史もある松丸町は二町村の小合併をそれぞれ志向していた。これは鬼北地域の当時中心と見られた近永（今日の鬼北町近永地区）に近く、近永に吸収されてしまうことを懸念し、小さくとも何とかやっていけると考えた松丸と、高知県に接し、合併するならより広い範囲がよいとする吉野生との考えの違いが背景にあった。協議はなかなかまとまらず、最終的には吉野生村側が歩み寄り小合併に。
- 1991年4月 - 森の国ホテルがオープン。
- 2022年（令和4年）2月14日 - 町役場新庁舎及び防災拠点施設が完成し業務開始[2]。

## 行政

### 首長
- 町長：坂本浩（さかもと ひろし、2期）[3][4]

### 平成の市町村合併
- 鬼北での合併を検討
2002年（平成14年）6月に、鬼北地域と総称される北宇和郡広見町、日吉村とで任意協議会「きほく合併協議会」を設立[5]し、さらに同年10月には法定の「きほく合併協議会」[6]に移行、2町1村の合併の枠組みで協議を進めていた。
- 鬼北の枠組みから離脱、宇和島市との合併を目指す方向に転換、町民の反発を招き出直し選挙へ
2003年（平成15年）11月14日、将来の新庁舎予定地をめぐる問題などから、協議がもつれ、松野町長が離脱の方針を表明、同27日正式に離脱を申し入れ、松野町は広見町・日吉村との合併協議から離脱。
2004年（平成16年）6月には議会が宇和島市への合併申し入れを全会一致で承認可決するなど、町と町議会は宇和島市との合併の方針に転換した。
離脱が（町民にとっては）突然のことであり、また宇和島市との合併では事実上の飛び地となることから町民が反発、2004年10月には、住民グループ「松野の今を考える会」（代表：岡武男）が住民投票条例の制定を求めて、署名簿を町選挙管理委員会に提出した。これを受けて、2004年10月、町議会は自主解散、柳野町長は辞任した。
町長・議会とも、財政状況の厳しさなどから、合併の必要性そのものを否定しているわけではなく、必要性は認めている。しかしながら、その相手先として鬼北（広見町・日吉村）町を推す派と、事実上の飛び地になるが（山で接しているが、直接行き来できる一般道路はない）宇和島市を推す派の二派が拮抗しており、町長選挙の争点ともなった。
- 新町長後
2004年11月に町長選挙の結果、町長には、住民投票条例制定と鬼北町との合併を訴えた岡武男が当選した。一方、議会は、宇和島市との合併を主張する前職7人と新人6人、元職1人の構成となった。町長派と反町長派に真っ二つに割れ、人数が全く同数であるため採決に加われない議長を両派とも出したがらない状況で、空転が続いた。
この間、広見町と日吉村とは2005年（平成17年）1月1日付で合併し、「鬼北町」となった。
2005年（平成17年）2月には「今を考える会」が直接請求した合併の相手先を決めるための住民投票条例案を賛成6、反対7で否決した。
こうした経緯から、当面、単独で残ることとなった（愛媛県内で単独の道を選ぶこととなったのは、松野町と伊予郡松前町の2町のみである）。
愛媛県内の平成の合併では最後となる新・宇和島市の合併が成就（2005年8月）した後にあっても、状況は膠着し、松野町はどこにも加われず、一人取り残された形になった。
- 愛媛県による合併構想作成へ
愛媛県は、「県市町合併推進審議会」において、松野町が自主的な合併意思は有していることから、改正合併特例法（合併新法）に基づく「市町村の合併推進に関する構想」を作成することとした（2005年12月16日）。
なお、愛媛県内で松野町とともに単独存続した伊予郡松前町や、合併後も人口1万人に満たないの越智郡上島町については、今後の推移を見守ることとし、当面、「構想」作成対象外とした。
加戸知事から「合併しないで残った松野町は、このままいけば破産状態になることは間違いないと思います」とまで言われている。
町内でも、愛媛県との関係も考慮し、早く正常化すべきという意見が多く、地元紙へのそうした趣旨の投稿が散見された。
- 町長リコール運動へ
事態が膠着し、宇和島市、鬼北町いずれに付くにしても進展が見られず、暗礁に乗り上げた形となった。2006年（平成18年）度当初予算も否決されるなど、町理事者と議会との溝が深まった。2006年3月、土居一誠助役が「合併の展望が見えない」と辞職。4月には臨時議会を招集したが、開会されなかった。2006年5月には町理事者側では再度臨時議会を招集したが、開会しなかった。
こうした議会が機能していないことを憂慮し、団体役員経験者などを中心とした町民有志が「甦れ！松野住民の会」を結成、2006年（平成18年）4月、町長のリコール運動を開始した。同会では、町長の指導力の欠如がこの事態を引き起こしたと批判している。これに対して、町長とその支持者では、合併の方向性を決める住民投票条例を提案しているものの、町議会がこれを決しないことに真の原因があるとの立場を崩していない。リコールは成立が見込まれる状況であった。
2006年7月23日投開票の町長のリコール投票では、町長支持派が巻き返して、リコールは成立しなかった。
- リコール不成立後
リコール不成立後、町長支持派と反町長派との溝がかえって深まり、議長は町長派に交替したが、副議長が固辞し決まらず、9月議会も開けず空転が続いた。そうしたなか、町長と議会の板ばさみになって、議会運営に苦慮していた酒井博正議長が2006年10月9日自殺する事態となった。
11月臨時町議会で合併条例案が提案されるも、継続審議となる。これを受けて町民の間では、議会解散を求める動きが起きた。
- 議会解散後
「考える会」が議会のリコールを本請求、町議会は町長の不信任案を2007年（平成19年）1月19日可決、町民の将来を危惧する声が高まった。こうした混乱の中、町議会は1月22日に解散し、選挙戦に入り、2007年2月20日告示、同25日投開票の町議会議員選挙では、定数を14から10に削減のうえ実施されたが、町長派が多数派となった。出直しの町議選挙では事態の推移を見守っていた柳野前町長も出馬、当選した。
- 住民投票、鬼北合併を申し入れ
議会が新体制となったことから、合併の交渉先を鬼北町とするか宇和島市とするかの方針を決定する住民投票の運びとなり、5月22日告示、5月27日投票。82.54%の投票率で鬼北町との合併が1,810票、宇和島市との合併が1,400票と結果が出、翌日鬼北町との合併を申し入れた。また、町議会でも6月18日「鬼北町への合併に関する決議」を賛成多数で可決した（反町長派は採決の前に退席したため全会一致とならず）。
- 協議整わず、合併協議の終了
2006年度決算確定後の2008年（平成20年）3月議会で両町において法定の合併協議会設置の議決がなされた。なお、松野町議会においては賛成多数による可決であった。4月1日協議会が設置され、正式に合併協議がスタートした。
協議においては、「編入合併」によることが提案され、この点については松野町も特段の異議を申し立てていない。このほか、上述の経緯や観光施設の運営に絡み松野町が抱える複数の訴訟が合併協議のネックになるとの意見も鬼北町側委員から出ており、協議を不満として鬼北町側委員の退席もみられた。
2009年（平成21年）1月8日の合併協議会で合併目標期日を2010年（平成22年）1月1日とすることを一旦決定していたが、鬼北町との間で同和行政のあり方について合意が得られていなかった。
こうした状況下、松野町議会で2009年6月定例議会の最終日の6月30日に阪本寿明町長に早期合併を求める決議案を賛成多数で可決、町長は不快感を示す一幕もあった。当時の状況として町の説明では、人権業務の取り扱いのみ協議を残す状況であった。[7]
結局、7月14日の合併協議会で協議会の休止を決議、そのまま再開される事なく2010年3月末をもって合併協議会は廃止された。こうして松野町にとっての平成の大合併は成就せずに終わった。

## 経済

### 産業
- 主な産業
  - 農業: 米作、桃、ユズなど
桃の産地として知られているが、大規模ではない。河川がうねりながら形成された河岸段丘が多く、平地が少ないため、棚田等はあるものの、大規模な農業は展開しにくい。
  - 林業
  - 製造業
オムロンの系列工場があったが現在は閉鎖している。極洋のグループ会社であるキョクヨーフーズが立地しており、カニカマなどの各種冷凍食品･チルド食品の製造が行われている。
  - 商業
松丸地域は江戸時代からの宿場町として栄え、今日でも小規模ながら商店街を形成している。しかしながら、道路整備、モータリゼーションの進展と共に隣町の広見地域や宇和島市街へと購買力は流出している。また、人口減少、高齢化が著しく、購買力そのものも減退しつつある。

## 文化
- 俳句: 芝不器男などの俳人を輩出
不器男の生家は記念館となっているほか、周辺には俳句の小径（こみち）も設けられている。近くの松丸商店街の店舗看板には不器男の俳句が記されている。
- 河後森城跡 国の史跡
鎌倉時代以来の河原淵城主・渡辺氏の居城跡で、本丸、古城、新城の3つの城郭からなり、中世の城郭として他に類を見ない規模で、中世史研究上重要な史跡とされる。
- ぼけ封じ観音 - 高台の永昌寺には四国ぼけ封じ三十三観音の第16番霊場がある。
- 目黒ふるさと館 - 目黒山形関係資料（宗教法人建徳寺所有・重要文化財）

## 地域

### 人口
| |                                        |  |
| 松野町と全国の年齢別人口分布（2005年） | 松野町の年齢・男女別人口分布（2005年） |  |
| ■紫色 ― 松野町 ■緑色 ― 日本全国 | ■青色 ― 男性 ■赤色 ― 女性              |  |
| 松野町（に相当する地域）の人口の推移 \| 1970年（昭和45年） \| 6,195人 \| \| \| 1975年（昭和50年） \| 5,822人 \| \| \| 1980年（昭和55年） \| 5,912人 \| \| \| 1985年（昭和60年） \| 5,682人 \| \| \| 1990年（平成2年） \| 5,325人 \| \| \| 1995年（平成7年） \| 5,038人 \| \| \| 2000年（平成12年） \| 4,906人 \| \| \| 2005年（平成17年） \| 4,690人 \| \| \| 2010年（平成22年） \| 4,377人 \| \| \| 2015年（平成27年） \| 4,072人 \| \| \| 2020年（令和2年） \| 3,674人 \| \| |                                        |  |
| 総務省統計局 国勢調査より |                                        |  |
| 1970年（昭和45年） | 6,195人                                |  |
| 1975年（昭和50年） | 5,822人                                |  |
| 1980年（昭和55年） | 5,912人                                |  |
| 1985年（昭和60年） | 5,682人                                |  |
| 1990年（平成2年） | 5,325人                                |  |
| 1995年（平成7年） | 5,038人                                |  |
| 2000年（平成12年） | 4,906人                                |  |
| 2005年（平成17年） | 4,690人                                |  |
| 2010年（平成22年） | 4,377人                                |  |
| 2015年（平成27年） | 4,072人                                |  |
| 2020年（令和2年） | 3,674人                                |  |

### 教育

#### 高等学校
町内にはない。隣の鬼北町に愛媛県立北宇和高等学校がある。

#### 中学校
- 松野町立松野中学校
遠距離通学となる生徒向けに寄宿舎「若葉寮」が設置されていたが、利用者の減少、施設の老朽化などにより、2008年（平成20年）度末をもって廃止された。2009年（平成21年）度からはスクールバスにて対応。

#### 小学校
- 松野町立松野西小学校
- 松野町立松野東小学校
- 松野町立松野南小学校（現在は廃校となっている）

## 交通

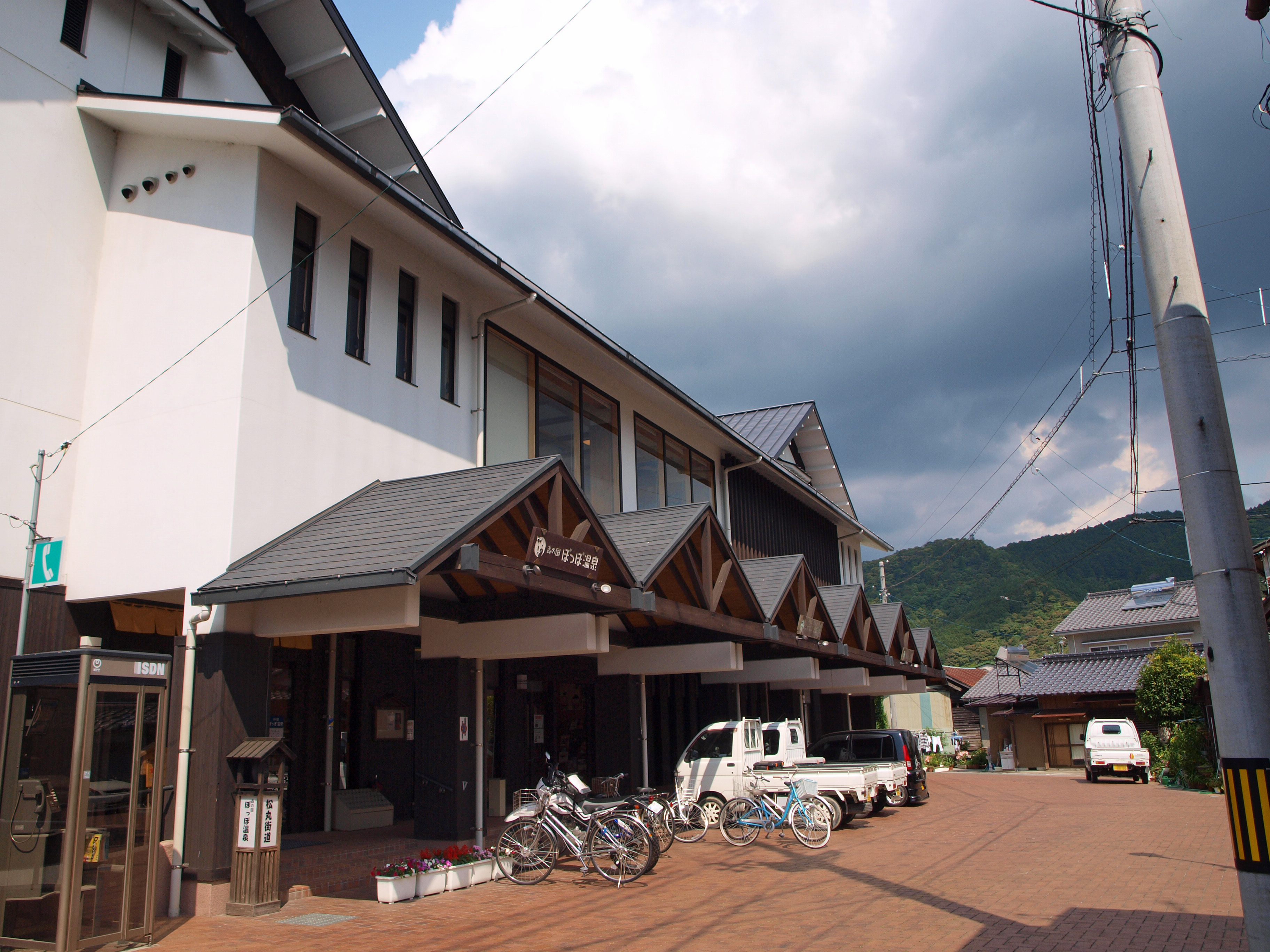
松丸駅

### 鉄道路線
- 四国旅客鉄道（JR四国）
  - 予土線: 松丸駅 - 吉野生駅 - 真土駅

典型的なローカル線で、単線、非電化。1両のディーゼル車が農村地帯をゆるゆると進む。運行本数も少なく、高校生の通学などが主たる用途となっている。町役場の最寄り駅は松丸地区にある松丸駅である。松丸駅には、温泉施設が併設されている。

### 道路

#### 一般国道
- 国道381号（国道441号重複）

#### 都道府県道
主要地方道
- 高知県道・愛媛県道8号西土佐松野線

一般県道
- 愛媛県道106号十和吉野線
- 愛媛県道107号藪ヶ市松野線
- 愛媛県道270号滑床松野線
- 愛媛県道280号下鍵山松野線
- 愛媛県道317号目黒松丸線

#### 道の駅

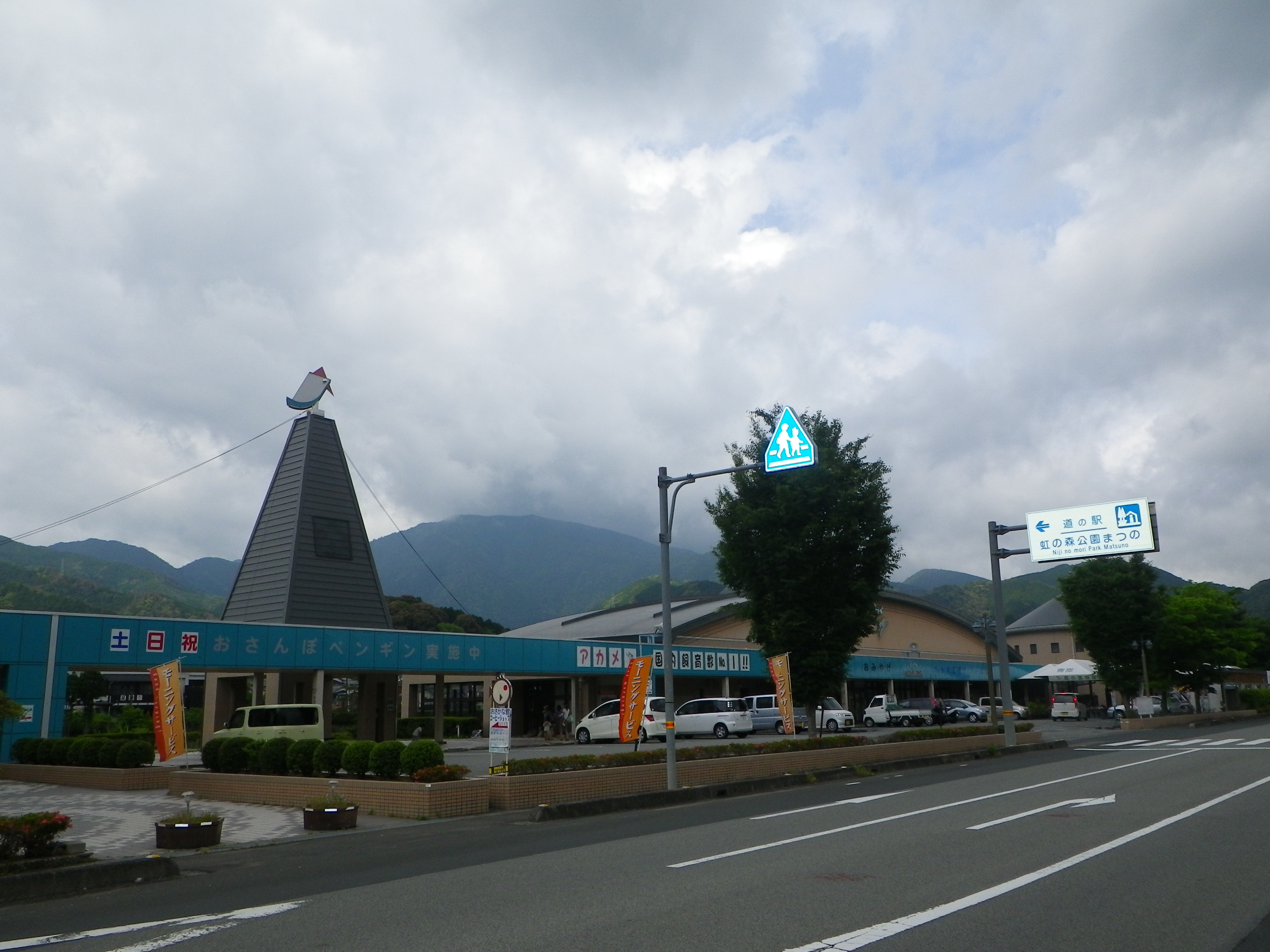
道の駅虹の森公園まつの

- 虹の森公園まつの（国道381号）

### バス
宇和島自動車の便がある。支線は、利用減少により、松野町コミュニティバス（森の国バス）に切り替えられ、宇和島自動車便は虹の森公園前止まりとなった（2004年）。

## 観光
観光スポット
最大の観光地であり、足摺宇和海国立公園の一角をなす滑床渓谷は、目黒川の源流域にあたり、行政区画としては松野町ではなく、宇和島市に属する。大雨により、土砂崩れが発生しやすいのが難点である。森の国ホテルは四国地域ではプチホテルの走りとして人気が高く、予約が取りにくい宿泊施設である。
- 虹の森公園（四万十川学習センターおさかな館、森の国ガラス工房、特産品販売所、森の国ファーム、レストラン遊鶴羽の複合施設）
- 道の駅虹の森公園まつの
- 森の国ホテル
- 滑床渓谷
  - 滑床アウトドアセンター万年荘（ビジターセンター・滑床キャンプ場・渓谷内管理釣場・食堂）[10]。1957年に松野町営のユースホステルとして建設[11]。木造二階立て。
- 森の国ぽっぽ温泉 - JR松丸駅構内にある観光福祉施設も含めた複合施設

祭り・イベント
- 桃源郷マラソン大会
- 桃まつり
- 不器男記念俳句大会
- 滑床祭り

名産
- 桃
- ピーチワイン「なめとこ」
- 雷漬 - ユズの加工品
- 茶
- 天然うなぎ
- 川ガニ
- ガラス製品 - 虹の森公園にガラス工房「風音」（かざね）あり

## 主な出身著名人
- 芝大輔（芸人・モグライダー）
- 芝不器男（俳人）
- 河野通文（JRA元調教師）